# Новая Терновка (Саратовская область)
Новая Терновка— село в Энгельсском районе Саратовской области. Входит в состав Терновского муниципального образования. 

## География
Находится на расстоянии примерно 18 километров по прямой на юг от города Энгельс и менее чем в 2 километрах на восток от села Терновка.

## История
Как новый населенный пункт было основано в 2001 году. До этого примерно двадцать лет развивалось как микрорайон села Терновка. 

## Население
Постоянное население составляло 626 человека в 2002 году (русские 64%) ,  640 в 2010.

## Инфраструктура
Работают средняя общеобразовательная школа, детский сад, почта, магазин, рынок. 